# Fotoplastykon w Poznaniu

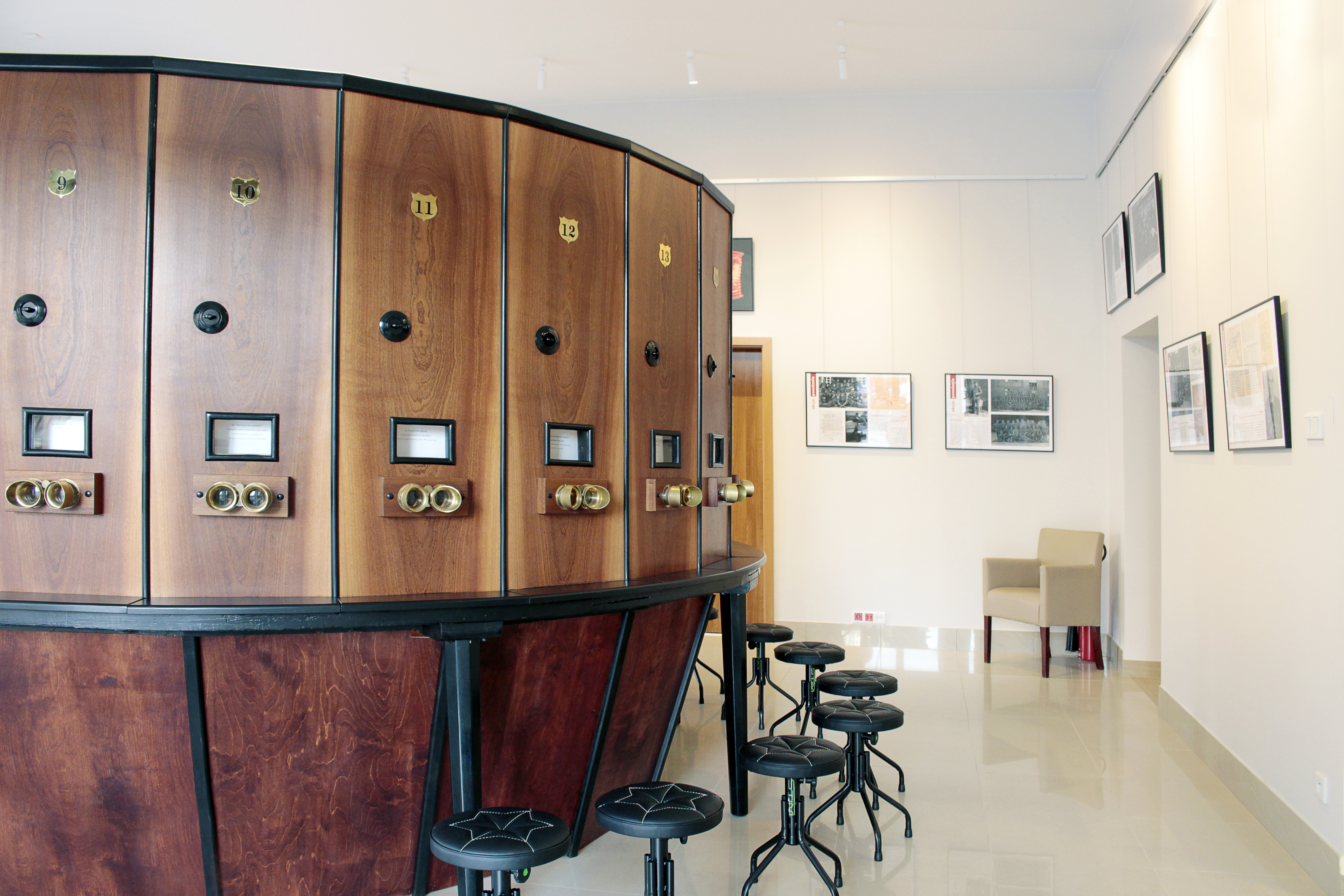
Fotoplastykon Poznański

Fotoplastykon w Poznaniu – zabytek techniki, fotoplastykon zlokalizowany w Poznaniu w gmachu Arkadii przy ul. Ratajczaka 44.

## Charakterystyka
Fotoplastykon pochodzi z 1923, kiedy to zainstalowano go przy ul. Piekary. Przetrwał II wojnę światową i w 1951 został zakupiony przez artystę fotografa Władysława Ruta. Rut przeniósł go do pomieszczenia przy Świętym Marcinie 83, gdzie przez kilka dekad prezentował m.in. fotografie stereoskopowe własnego autorstwa, dotyczące rozwoju Poznania i Wielkopolski, industrializacji kraju czy ważnych wydarzeń w dziejach Polski (np. obchody milenijne w 1966). Z czasem wyeksploatowane urządzenie przestało nadawać się do ekspozycji. Syn Władysława - Antoni Rut, również artysta fotograf, kontynuował pasję ojca od 1983, nadal prezentując fotografie. Po przerwie wznowił on działalność 9 maja 1983 pokazem trójwymiarowego cyklu Wenecja i wystawą fotografii tradycyjnej Poszukiwania (oba autorstwa ojca). W 2009 Antoni Rut uruchomił fotoplastykon po raz ostatni podczas Biennale Fotografii w Starym Browarze, a w 2014 sprzedał urządzenie, które po raz drugi przeniesiono - tymczasowo do Galerii Miejskiej Arsenał na Starym Rynku. Fotoplastykon został gruntownie odrestaurowany staraniem Wydawnictwa Miejskiego Posnania oraz Tomasza Zabora i pełni swoją pierwotną funkcję (wystawy czasowe).
W 2019 roku Fotoplastykon został przeniesiony do gmachu Arkadii przy ul. Ratajczaka 44 (wejście przez Centrum Informacji Kulturalnej).